# آرپاخان
آرْپاخان یا آریاکاوون (درگذشتهٔ ۱۳۳۶ میلادی) فرمانروای ایلخانی بود که در ۳۰ نوامبر ۱۳۳۵ میلادی پس از مرگ سلطان ابوسعید بهادرخان پسر اولجایتو (سلطان محمد خدابنده) به حکومت رسید و در همان سال (مهٔ ۱۳۳۶ میلادی) کشته شد.

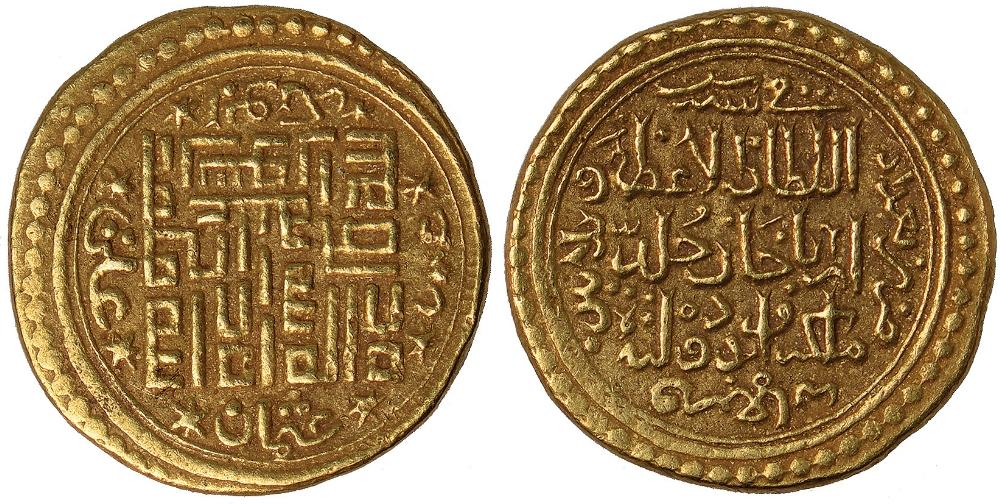
سکه طلای آرپاخان ضرب بغداد

## نام
نام اصلی او «آرپاکاوون» است و کاوون در زبان مغولی به معنی شاهزاده از اولاد چنگیز یا برادرانش به کار رفته‌است و نیز به گونهٔ مطلق به معنی پسر است. از این جهت است که ابن‌حجر عسقلانی نام او را اَرْبَکَوُون و ابن‌تغری بردی نام او را اَرْبَکَوُن آورده‌است. تلفظ «آرپا» هم به درستی دانسته نیست. نظام‌الدین شامی و شرف‌الدین یزدی آن را در دو جا ارپه بیک و در یک‌جا ارپاخان آورده‌است. در سکه‌ای که از او به دست آمده و در تفلیس ضرب شده‌است، نامش ارپاخان است. تلفظ هجای نخستین به درستی دانسته نیست، زیرا عبدالرزاق سمرقندی در یک‌جا نام او را اورپای کاون و در حاشیه اوپای آورده‌است. به گفتهٔ اشپولر نام او در چینی A-Poli-ma-x-xan-mu بوده‌است. قرائت اورپای یعنی قرائت هجای نخستینِ کلمه را ابن‌حجر عسقلانی نیز به‌طور ضمنی تأیید می‌کند، زیرا می‌گوید: «ویقال ارخان»؛ و می‌دانیم که اورخان به ضم الف و اشباع آن از اَعلام ترکی است.
نام پدر آرپاخان را سمرقندی و خواندمیر و خوافی سوسه آورده‌اند و نطنزی جوشکاب آورده‌است. اما بیش‌تر اطلاعات نطنزی دربارهٔ آرپاخان نادرست است و از این‌رو به این گفتهٔ او اعتمادی نیست. نام پدر سوسه را سمرقندی و خوافی و خواندمیر سنکقان گفته‌اند، ولی حافظ ابرو گفته‌است که قطعاً نادرست است و بایستی در اصل سنقان بوده‌باشد به حذف حرف «کاف» نام پدر سنکقان، اریغ بوکا یا اریق بوکا (بوقا) است که در برخی از منابع به تحریف، آرتق آمده‌است و او پسر ششم تولی‌خان پسر چنگیزخان است که مادر او مادر قوبیلای قاآن و هولاکوخان نیز بوده‌است. این اریغ بوکا در تاریخ مغول مشهور است زیرا بر سر منصب خانی بزرگ با قوبیلای قاآن جنگیده و از او شکست خورده و در زندان او جان سپرده‌است.

## پیش از پادشاهی
از گذشتهٔ آرپاخان پیش از رسیدن به پادشاهی در کتاب‌های فارسی اطلاعی نیست. ابن‌تغری بردی می‌گوید: «کان اَبُوه جُنْدیّاً و قدقُتِلَ» (پدرش سپاهی بود و کشته شد). قاضی احمد غفاری می‌نویسد: در هنگامی که سلطان ابوسعید در خراسان بود، از توران‌زمین پیش وی آمد. حسینعلی باستانی راد به استناد نامه‌ای که از انشای ابن‌یمین فریومدی در آخر دیوان او (صص ۷۱۴، ۷۱۵) از یوسف اهل جامی (فراید غیاثی) نقل کرده‌است، زادگاه آرپاخان را فریومد پنداشته‌است. اما این فرمان از قول حاکم خراسان در زمان سلطنت آرپاخان است. به فحوای همین فرمان آرپاخان او را مانند گذشته (یعنی زمان سلطنت ابوسعید) بر حکومت خراسان بداشت و او نیز به شکرانهٔ آن، به قصبهٔ فریومد که به گفته‌اش «مسقط رأس» او بود، بذل توجه کرد و رعایا و ارباب آن قصبه را از مالیاتِ (در فرمان: تمغا) میوه‌ها و دام‌های شیرده معاف کرد. پس قصبهٔ فریومد زادگه حاکمی بود که آرپاخان بر خراسان گماشته بود، نه زادگاه خود آرپاخان. پس آنچه باستانی راد گفته، درست نتواند بود.
ابن‌حجر عسقلانی نیز به کشته شدن پدر او اشاره می‌کند و بعد می‌گوید: «وی همچون مردی سپاهی در میان تودهٔ مردم بزرگ شد». ابن‌تغری بردی گوید: «این اَرْبَکون ترسا بود»، اما او اگر به هنگام جوانی و از جهت پدر و مادر نصرانی بوده باشد، به هنگام سلطنت نصرانی نبوده‌است.

## رسیدن به پادشاهی
سلطان ابوسعید، آخرین پادشاه ایلخانی از نسل هولاکوخان، گویا روزی در زمان حیات خود گفته بود که چون از فرزندان هولاکو کسی شایستهٔ خانی نباشد، پادشاهی به آرپای کاوون که از نسل تولی پسر چنگیز است، می‌رسد. ابوسعید تنها فرزند اولجایتو بود و از غازان نیز فرزند ذکور برجای نمانده بود و چون او در ۳۰ نوامبر ۱۳۳۵ میلادی در حدود اَرّان و شروان در لشکرکشی برای دفع حملهٔ ازبک‌خان پادشاهِ دشت قبچاق درگذشت. غیاث‌الدین وزیر، پسر خواجه رشیدالدین طبیبِ وزیر، او را بر تخت سلطنت نشانید. چون غیاث‌الدین وزیر مرگ ابوسعید را در اردو حس کرد. آرپاخان را از «خیل خانهٔ» او طلبید و «با او قراری داد». مضمون این قرارداد ظاهراً آن بوده‌است که وزیر سخن ابوسعید را جامهٔ عمل بپوشاند و او ا به سلطنت بردارد و آرپاخان نیز وزیر را چون گذشته در منصب وزارت نگاه دارد. ابن‌حجر اشاره‌ای به سخن ابوسعید ندارد، بلکه گوید: «چون ابوسعید مُرد، وزیر درآمد و گفت: این مرد از بزرگان قاآن است و لشکریان با او بیعت کردند». ظاهر این سخن می‌رساند که اطرافیان ابوسعید او را چنان‌که باید نمی‌شناخته‌اند و وزیر اسباب بیعت او را فراهم کرده‌است و این درست‌تر می‌نماید. به گفتهٔ حافظ ابرو وزیر «به رای رزین و عقل دوربین، تدبیرات شایسته فرمود تا تمامت امرا یکدل و یک زبان شده ابواب مخالفت و منازعت مسدود گردانیدند». امیران مغول در دربار ابوسعید در زمان حیات او با یکدیگر سخت اختلاف داشتند و در درون حرمسرای شاهی نیز توطئه‌هایی در جریان بود. بغداد خاتون دختر امیر چوپان و بیوه ابوسعید همچنان نفوذ بسیاری در میان برخی از امیران و سرداران قدرتمند ایلخانان به ویژه چوبانیان داشت، همچنین حاجی خاتون مادر ابوسعید به دلیل آنکه پسرش امیر چوپان را کشته بود، با چوبانیان میانهٔ خوبی نداشت و او نیز در میان برخی از امیران ابوسعید طرفدارانی داشت. به همین خاطر نفوذ دو این زن قدرتمند و جاه طلب در سلطنت آرپاخان هم به عنوان یک حامی مهم هم به عنوان‌ یک تهدید مهم تلقی می‌شد.
به هر حال، روز پس از درگذشت ابوسعید، آرپاخان را به سعی خواجه غیاث‌الدین وزیر به سلطنت برداشتند و روز دیگر به شیوهٔ مغول خوانین و دختران و دامادان به اتفاق آقاواینی (شاهزادگان بزرگ و کوچک) او را بر تخت نشاندند. حاجی خاتون مادر ابوسعید به سلطنت او رضایت نمی‌داد و سرانجام با کوشش وزیر راضی شد و گفت: «چون ابوسعید نمانده سلطنت به هر که خواهید بدهید الا چوپانیان». حافظ ابرو گوید که چون تاج مرصع ابوسعیدی بر سر او نهادند، روی به ارکان دولت کرد و گفت: «مرا چون دیگر پادشاهان تجمل و تنعم در خورد نیست و از کمر زرین و کلاه مرصع مرا پشمینهٔ میان‌بند و از نمد روسی کلاهی کافی است و بعد از این بر من خواب و خورد حرام است. از لشکر متابعت و از من موافقت». این مطلب گفتهٔ ابن‌حجر عسقلانی را که او مردی سپاهی بود و در میان مردم بزرگ شده بود، تأیید می‌کند و می‌رساند که او با پشمینهٔ میان‌بند و نمد روسی خو گرفته و بزرگ شده بود.

## پادشاهی
ظاهر عبارت حافظ ابرو و عبدالرزاق سمرقندی آن است که او روز جمعه به مسجد جامع رفت و خطبهٔ سلطنت را به القاب او «معزالدنیا والدین» خواندند، اما جریان حوادث باید چنان باشد که عبدالرزاق سمرقندی در جای دیگر گفته‌است، یعنی اینکه آرپای کاوون را پیش از تجهیز و تکفین ابوسعید نامزد پادشاهی کردند و پس از آن مراسم تجهیز و تکفین او را به جای آوردند و همراه پیکر او از نواحی شروان و قراباغ ارّان (یعنی محل اردوی ابوسعید) به جانب سلطانیه روان شدند و او در موضع «شرویاز» به خاک سپردند و پس از آن آرپاخان را بر تخت نشاندند و او روز جمعه به مسجد جامع (سلطانیه) رفت.
حافظ ابرو می‌نویسد: آرپاخان ابتدا مناصب اشخاص را تغییر نداد اما اندیشید که با وجود کسانی که در زمان اِدبار او در مسند اقبال بودند، مملکت او را مسلّم نخواهد گردید؛ و درصدد برآمد که آن‌ها را از میان بردارد. بغداد خاتون زن بانفوذ ابوسعید و دختر امیرچوپان آشکارا با دیدِ خواری  در او می‌نگریست و سر به اطاعت او ننهاد و در تلاش برای کنار زدن او با کمک برخی از امیران و سران مملکت بود. آرپاخان توطئه‌ای به او نسبت داد و اطرافیان او، آن خاتون بزرگ را متهم کردند که با پادشاه ازبک دشمن ابوسعید و پادشاه دشت قبچاق که به حدود اَرّان و آذربایجان لشکرکشی کرده بود، ارتباط دارد و به همین جهت شوهر خود ابوسعید را زهر خورانده‌است. پس به بهانهٔ آنکه «در لشکر بر ننشست» خواجه لؤلؤ را فرستادند تا او را در حمام به قتل آورد و این، در اوایل نوامبر ۱۳۳۵ میلادی بود، قتل بغداد خاتون ۱۶ روز پس از قتل ابوسعید رخ داد. ظاهراً مقصود از اینکه او «در لشکر بر ننشست» یا «در لشکر بر نشستن کسالت نمود»، این بود که در لشکرکشی ابوسعید برای دفع ازبک‌خان همراهی نکرد که این معنی را نشانهٔ ارتباط او با ازبک دانسته‌اند. حاجی خاتون مادر ابوسعید و خواهر امیرعلی پادشاه، خواجه لؤلؤ را پیش برادر خود که والی دیاربکر بود فرستاد و «صورت احوال باز نمود و امیرعلی به استعداد مقاومت مشغول شد». حاجی خاتون مخالف چوپانیان بود و بغدادخاتون دختر امیرچوپان بود و او به دست همین خواجه لؤلؤ کشته شد. پس قاعدتاً حاجی خاتون نمی‌بایست مخالف کشته شدن بغدادخاتون باشد؛ بنابراین، باید حدس زد که فرستادن خواجه لؤلؤ نزد امیرعلی پادشاه، به دلیل مخالفت حاجی خاتون با قتل بغدادخاتون نبوده‌است، بلکه حاجی خاتون خواسته بود برادر خود را از نقشهٔ آرپاخان در مورد قتل و از میان برداشتن امرای بزرگ ابوسعید و از جمله خود امیرعلی پادشاه آگاه سازد. آرپاخان برای اجرای این نقشه، دست به کارهای دیگر زد، از جمله آنکه در روز استفتاح، در ماه فوریهٔ ۱۳۳۶ میلادی، شرف‌الدین محمود شاه اینجو را که ثروتمندترین فرد قلمرو ایلخانی بود، به بهانهٔ اینکه پسری از احفاد قنقرتای پسر هولاکو را نگاه داشته‌است «ناپرسیده به یاسا رسانید» و خود آن پسر را با دو شاهزادهٔ دیگر از نسل هولاکو که شهرتی نداشتند، خفه کرد. فرزندان محمودشاه اینجو که در تبریز بودند، پس از شنیدن این خبر گریختند: امیر مسعودشاه به جانب روم رفت و امیرمحمد و جمال‌الدین شیخ ابواسحاق پیش امیرعلی پادشاه رفتند. شاهزاده توکل قُتْلُغ از نسل اوکتای قاآن با دو پسر زیبا روی خود از ماوراءالنهر به او پناه آوردند و آرپاخان او را که به سلطنت از خود شایسته‌تر می‌دید، با آن دو پسرش بکشت و این امور به جای آنکه سبب تقویت سلطنت او گردد، موجبات زوال آن را فراهم آورد. آرپاخان برای تقویت حکومت خود دست به کاری دیگر هم زد و آن ازدواج با ساتی‌بیک دختر اولجایتو و خواهر سلطان ابوسعید بود و این به امید آن بود که امرای طرفدار خانوادهٔ ابوسعید و اولجایتو از او پشتیبانی کنند. می‌گویند: «به سبب این مواصلت کار دولتش تقویت تمام یافت».
آرپاخان از لحاظ سیاست خارجی موفق بود، زیرا چنان‌که اشاره شد، ازبک پادشاه از سلاطین جوچی‌نژاد دشت قبچاق (آلتون اردو) که از سال‌ها پیش با ابوسعید سر جنگ داشت، در سال آخر سلطنت ابوسعید به قصد اَرّان و آذربایجان تا کنار آب «کر» لشکر آورده بود. ابوسعید نیز به مقابلهٔ او شتافته و در اران بر اثر بیماری درگذشته بود و آن حرکت او بی‌نتیجه مانده بود. ظاهراً ازبک پادشاه در همان زمستان قصد ادامهٔ لشکرکشی داشت و از این‌رو آرپاخان برای دفع او به آن سوی شتافت. سپاهیان از دو سوی، گذرگاه‌های رود کر را گرفتند، ولی آرپاخان توانست از گذرگاهی عبور کند و از قای لشکر ازبک پادشاه درآید. در این میان اخباری ناخوشایند به ازبک پادشاه رسید، زیرا از خوارزم گزارش دادند که قتلغ تیمور که مدار مملکت ازبک بر او بود. وفات یافته‌است و او ناچار خود را به آن سویِ در بند انداخت و از تعرض به ممالک آرپاخان چشم پوشید. این ادثه در داخل برای آرپاخان موفقیتی به‌شمار آمد و مهابت او در دل‌ها جای گرفت. امیرعلی پادشاه خال ابوسعید و والی دیاربکر پس از آگاهی از وضع دربار آرپاخان و اطلاع از تصمیم او برای از میان بردن بزرگان و امرای دوران ابوسعید، خبردار شد که جمعی از امرای آرپاخان یعنی آنان که در زندان ابوسعید بودند و اکنون پس از رهایی اطراف او را گرفته‌اند، در نهان از کارهای آرپاخان خشنود نیستند و با او مخالفند. پس بر حکومت آرپاخان به بهانهٔ آنکه بی‌مشورت او صورت گرفته‌است، اعتراض کرد و علناً با او به مخالفت برخاست. دلشاد خاتون دختر دمشق خواجه و نوهٔ امیر چوپان که زن ابوسعید بود نیز از «اردو» بیرون رفت و رهسپار بغداد گردید و چون آبستن بود، امرای آنجا و امیرعلی پادشاه منتظر ماندند که اگر پسری بزاید، او را به جای ابوسعید به سلطنت موسوم گردانند، اما چون دختری آورد، امیرعلی پادشاه با امرای مخالف آرپاخان در دیاربکر و عراق متحد شد و یکی از احفاد هولاکو را که از نسل بایدو بود و موسی‌خان نام داشت، به پادشاهی برداشت که البته عنوانی ظاهری بود و قدرت واقعی در دست امیرعلی پادشاه بود.
حافظ ابرو (ص ۱۹۳) و به پیروی از او عبدالرزاق سمرقندی (ص ۱۲۵) نوشته‌اند که امیرعلی پادشاه از قوم اوپرات (از طوایف مغول) و از نسل تنگز معروف به گورکان بود. به گفتهٔ آنان تنگز با اریغ بوکا جد آرپاخان دشمنی داشت و به هنگام قیام اریغ بوکا بر برادرش قوبیلای قاآن با او جنگیده و او را نزد قاآن برده بود. قوبیلای به پاداش این خدمت، تنگز را برکشیده و دختر هولاکو را به او داده بود. گویا از آن زمان به بعد میان اولاد اریغ بوکا و تنگز دشمنی دیرینه بود و چون آرپاخان که از نسل اریغ بوکا بود به سلطنت رسید، امیرعلی پادشاه با او به مخالفت برخاست.

## جنگ با امیرعلی
معلوم نیست گفتهٔ حافظ ابرو بر پایهٔ چه مأخذی است، زیرا چنان‌که از گفتهٔ رشیدالدین فضل‌اللّه (۱/۶۲۴) برمی‌آید، در جنگ قوبیلای با اریغ بوکا، اقوام اویرات در سپاه اریغ بوکا بودند و در شکست او بسیاری از افراد اویرات کشته شدند. از سوی دیگر، در گفتار رشیدالدین فضل‌اللّه در ذکر گرفتاری اریغ بوکا به دست قوبیلای، سخنی از تنگز و قوم اویرات نیست. آنچه به نظر درست می‌نماید، این است که هولاکوخان دختری به نام تودوکاج داشته که زن تنگز بوده‌است و پس از او زن نوه‌اش چچاک گورکان شده‌است. نیز قویلون خاتون که خاتونِ بزرگ ارغون (پسر اباقاخان) بود، دختر همین تنگز گورکان بوده‌است؛ بنابراین، میان خاندان پادشاه ایلخانی ایران هم شوهرِ خواهر امیرعلی پادشاه بوده‌است و به همین دلایل امیرعلی نمی‌خواسته سلطنت از خاندان هولاکو بیرون رود؛ اما علت مهم‌تر آنکه با مرگ ابوسعید عرصه از مرد مقتدری خالی مانده بود و امیرعلی پادشاه که رئیس قوم اویرات بود، می‌خواست قدرت را به دست بگیرد.
به گفتهٔ حافظ ابرو، آرپاخان از امیرانی که در نهان با امیرعلی پادشاه «مواضعه» داشتند، احساس غدر و مکر کرده بود و می‌خواست به دفع ایشان اقدام کند، اما غیاث‌الدّین وزیر به امیران خائن و امیرعلی پادشاه وقعی نمی‌نهاد و دشمن را خوار می‌پنداشت و از این‌رو مانع آن شد که آرپاخان به دفع ایشان بپردازد.
امیرعلی پادشاه که «مردی مکار و مزور بود»، پس از آنکه موسی‌خان را به سلطنت برداشت، امرای اویرات را جمع کرد و به اشارت ایشان و امیران دیگر که در سرزمین عرب بودند، روی به آرپاخان نهاد و امرای او را نهانی به سوی خود خواند. آرپاخان نیز امرای بزرگ را جمع کرد و با لشکری به مقابلهٔ امیرعلی پادشاه شتافت. به گفتهٔ حافظ ابرو (ص ۱۹۴) امرا «جنگ نمی‌جستند مگر به صلح انجامد و لشکر به خیره تلف نشود»، اما حقیقت آن است که چون در نهان با امیرعلی پادشاه یکی بودند، «جنگ را کارِهْ بودند». حافظ ابرو می‌گوید: امرا به وزیر پیغام می‌دادند که صلح کند و امیرعلی پادشاه را امارت دهد تا به اردو درآید و در عداوت نیفزاید، اما وزیر تن به صلح در نمی‌داد. تا اینجا حق با وزیر بود، زیرا این امرا در حقیقت می‌خواستند که امیرعلی پادشاه با حالت صلح و منصب امارت به اردو بیاید و پس از استقرار در اردو بر طبق «مواضعه» ای که با او داشتند، او را از میان بردارند. وزیر این را می‌دانست و از این‌رو به درخواست صلح امرا وقعی ننهاد، اما اشتباه وزیر در جای دیگر بود و آن این بود که آرپاخان می‌خواست تا «جمعی را که به هواداران علی پادشاه متهم بودند از میان بردارد». اما وزیر نه به این امرا اهمیت می‌داد و نه به سپاه امیر چوپان را با دیگر امیران و لشکریان فراوان از راه قراباغ ارّان به جنگ ایشان روانه کند. این عده در کنار رود تغتر (یا تغاتو، سیمینه‌رود کنونی) به مخالفان رسیدند و روز چهارشنبه ۲۹ آوریل ۱۳۳۶ میلادی جنگ در پیوستند.
مورخان گفته‌اند که «صاحبْ طالع وزیر، مشتری بود» و از قضا آن روز به اصطلاح نجوی روز «احتراق مشتری» بود. اگرچه لشکریان آرپاخان از لحاظ شمار بسیار بودند، اما برخی از امیران در دل با آرپاخان و وزیر بد بودند. به گفتهٔ حافظ ابرو آرپاخان و وزیر، افزون بر شتابکاری در جنگ، اشتباه دیگری کردند و آن اینکه سیاه را به دو قسمت کردن سپاه نیست، زیرا هر سپاهی در صورت واحد خود دارای قلب و میمنه و میسره است. شاید مقصود حافظ ابرو آن است که آرپاخان اصلاً میسرهٔ سپاه را به فرماندهی وزیر به جای دیگری فرستاد که در این صورت معنی دو قسمت شدن سپاه درست می‌شود. به هر حال، در حین جنگ امیرانی که دل با آرپاخان و وزیر بد داشتند، طوق (علم) آرپاخان را بینداختند و پیش دشمنان او تاختند. آرپاخان دلیرانه پایداری کرد، اما امیرعلی پادشاه که مردی مکار بود، دو تن را مأمور ساخت که هر کدام به یک قسمت از سپاه مخالف بروند و در هر قسمت شایعه افکنند که آن قسمت دیگر شکست خورده‌است. این نیرنگ کارگر افتاد و هر دو قسمت سپاه روی از جنگ برتافتند و راه گریز در پیش گرفتند. امیر سورغان پسر امیر چوپان به گرجستان رفت و غیاث‌الدین وزیر و برادرش پیرسلطان پایداری کردند، ولی سرانجام راه گریز در پیش گرفتند. لشکر امیرعلی پادشاه و موسی‌خان به دنبال هزیمتیان روانه شدند و وزیر و برادرش را روز پنج‌شنبه در سه‌گنبدان مراغه بگرفتند و پیش علی پادشاه بردند. علی پادشاه نخست ایشان را اکرام کرد و اگرچه از وزیر آزار دیده بود، می‌خواست او را ببخشد، اما امرای دیگر مخالفت کردند و او را روز دوشنبه ۳ مه ۱۳۳۶ میلادی به قتل آوردند و برادرش پیرسلطان را نیز با چند امیر دیگر بکشتند.

## مرگ
آرپاخان را در سجاس گرفتند و به اوجان بردند و روز چهارشنبه ۱۵ مهٔ ۱۳۳۶ میلادی به کسان ملک شرف‌الدین محمود شاه اینجو دادند تا به قصاص خون او به قتلش آورند. در مقدمهٔ ظفرنامهٔ شرف‌الدین علی یزدی جنگ آرپاخان و امیرعلی پادشاه در صحرای «جغاتو» یاد شده‌است. قاضی‌احمد غفاری نیز جنگ را در همان‌جا دانسته‌است. جغاتو به مغولی همان زرینه‌رود است که پس از پیوستن به تغاتو به دریاچهٔ ارومیه می‌ریزد. احمد خوافی قتل آرپاخان را روز چهارشنبه ۵ یا ۱۷ مهٔ ۱۳۳۶ میلادی و قتل وزیر را در ۲۷ آوریل همان سال گفته‌است. در دیوان خواجو در دو جا ذکر آرپاخان آمده‌است: یکی در قصیده‌ای که در مدح او که لقب او را «جلال‌الدنیا والدین» گفته‌است و دیگر در ترکیب‌بندی در رثای او که در آنجا لقب او را «جلال‌الدوله والدین مهدی» آورده‌است.

## تبارشناسی
- چنگیز خان
- تولی خان
- اریق بوکا
- ملک تیمور
- مینگان
- سوسا
- آرپاخان